# Moisés García León
Moisés García León (Sevilla, 10 de juliol de 1971) és un exfutbolista professional andalús, que ocupava la posició de davanter. És germà dels també futbolistes Gerardo i Eduardo García León.

## Trajectòria
Va sorgir del planter del Reial Saragossa. Després de militar al filial, el Deportivo Aragón, debuta en un partit de la 88/89. Tan sols apareix dos minuts i trigaria tres temporades fins al seu següent partit en la màxima categoria. Entre la 91/92 i la 93/94 va formar part del planter saragossista, i tot i que no disposava de massa minuts, va deixar entreveure el seu olfacte golejador.
L'estiu de 1994 marxa al CA Osasuna en busca d'oportunitats. El club navarrés estava en Segona i el davanter completa dues discretes temporades, marcant 11 gols en 50 partits. La temporada 96/97 arriba al CD Leganés, també de la categoria d'argent, i ací esclata el seu registre golejador: aconsegueix fins a 13 gols en 16 partits, suficients perquè al mercat d'hivern se li obriren les portes de primera divisió. Va fitxar pel Celta de Vigo, amb qui acaba eixa campanya marcant dues dianes en vuit partits, tan sols un com a titular. El següent any a Vigo també va ser suplent.
La temporada 98/99 fitxa per un Vila-real CF que debuta en primera divisió. Moisés recupera la titularitat i es converteix en un dels golejadors dels valencians: 7 gols en 33 partits. Els groguets baixen a Segona i recuperen de seguida la màxima categoria, gràcies als 17 gols del sevillà en la 99/00. De nou a primera divisió, el davanter no compta i amb prou feines juga uns minuts.
El seu següent equip és el Sevilla FC, on roman any i mig, el primer com a titular, i el segon com a suplent, tot tancant la campanya al Córdoba CF. La temporada 03/04 recala a l'Elx CF. Al conjunt il·licità es retroba amb el gol: 27 gols en 75 partits. Dos anys després, el 2005 marxa a l'Hèrcules CF, amb qui també destaca.
L'estiu del 2007 fitxa pel Polideportivo Ejido, però tot just començar la campanya marxa al Gimnàstic de Tarragona.
En total, el davanter va acumular 141 gols en 456 partits entre Primera i Segona Divisió. En sis temporades va superar la doble xifra de gols.